# فريدريكو الميراريس
فريدريكو الميراريس (بالإسبانية: Federico Almerares) (2 مايو 1985 بمار دل بلاتا في الأرجنتين - ) هو لاعب كرة قدم أرجنتيني في مركز الهجوم. شارك مع منتخب الأرجنتين تحت 20 سنة لكرة القدم ومنتخب الأرجنتين لكرة القدم. أما مع النوادي، فقد لعب مع أتليتيكو توكومان وريفر بليت ونادي أتليتيكو بيلغرانو ونادي بازل ونادي شافهاوزن ونادي نوشاتل زاماكس ونادي ماكارا وموشك رونا ‏ وسوسيداد كولتيورال ‏.

## وصلات خارجية
- فريدريكو الميراريس على موقع قاعدة بيانات كرة القدم.إي يو (الإنجليزية)
- فريدريكو الميراريس على موقع عالم كرة القدم.نت (الإنجليزية)